# International Watch Company
 (juin 2021).
Si vous disposez d'ouvrages ou d'articles de référence ou si vous connaissez des sites web de qualité traitant du thème abordé ici, merci de compléter l'article en donnant les références utiles à sa vérifiabilité et en les liant à la section « Notes et références ».
 (juin 2021).
Pour les articles homonymes, voir IWC.
International Watch Co, plus connu sous le sigle IWC, est une manufacture de montres de luxe située à Schaffhouse en Suisse, appartenant au groupe Richemont.

## Histoire

### Origines

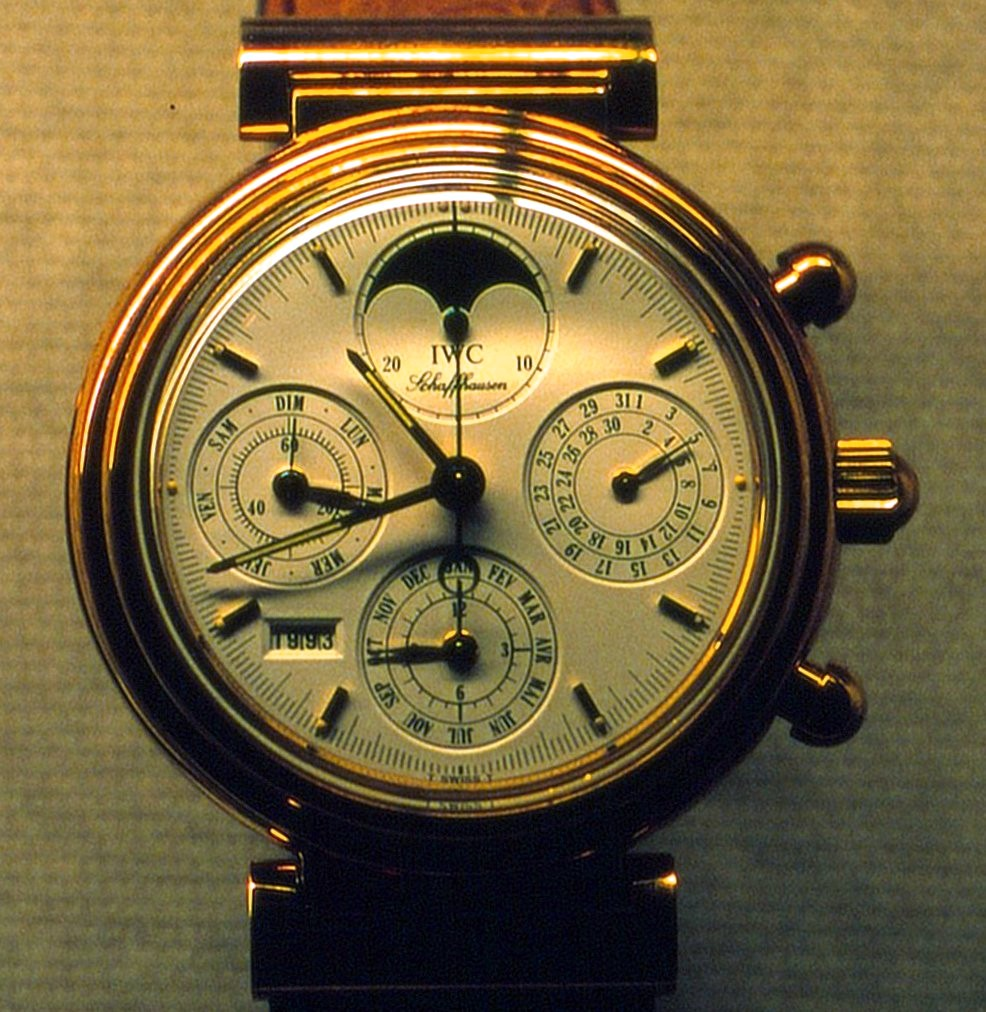
IWC Da Vinci (Musée international d'horlogerie, La Chaux-de-Fonds, Suisse)

En 1868, l'ingénieur et horloger américain Florentine Ariosto Jones, directeur de la manufacture horlogère F.Howard Watch & Cie, traverse l'Atlantique pour se rendre en Suisse, pays réputé alors pour ses bas salaires et son personnel qualifié. Son objectif était d'allier le savoir-faire de la main d'œuvre helvétique à la modernité des dernières machines développées aux États-Unis pour bâtir une manufacture moderne dotée d'une fabrication centralisée contrairement à la tradition suisse où, depuis le XVIIe siècle, la tradition voulait que les ouvriers travaillent à la maison ou dans de petits ateliers.
Jones rencontre l'industriel Johann Heinrich Moser à Schaffhouse, une ville riche d'une longue tradition horlogère : c'est à Schaffhouse, que la dynastie d'horlogers Habrecht créa l'une des plus grandes horloges astronomiques pour la cathédrale de Strasbourg. Il fonde sa manufacture horlogère baptisée IWC International Watch Co. Florentine Ariosto Jones ne resta que quelques années à Schaffhouse, préférant revendre sa manufacture à des entrepreneurs suisses qui continuèrent sur ces principes de fabrication industrielle en série. 17 ans après la création de la marque, apparaît la première montre numérique mécanique.
En 1991, fondation du groupe LMH (Les Manufactures Horlogères S.A), avec Jaeger-LeCoultre et Lange & Söhne ; neuf ans plus tard, LMH est intégré au groupe Richemont.
En 2012, la marque ouvre une boutique en nom propre rue de la Paix à Paris.

### Particularités
La marque est connue pour ses grandes complications, pour avoir été la première à utiliser le titane, et pour avoir intégré très tôt la céramique dans sa fabrication.
Parmi les modèles emblématiques, la Portugaise, la Portofino, l'Ingénieur, la Da Vinci, la Pilot Chronograph, et la Big Pilot, sont six modèles haut de gamme de la marque particulièrement reconnus.
IWC est traditionnellement associée aux aviateurs, et à la plongée ou courses de bateaux comme la Volvo Ocean Race.
En 2006, IWC rend hommage à F. A. Jones avec la Portugaise F. A. Jones en série limitée ; ce nom de « Portugaise » vient d'une commande passée en 1938 par des portugais pour une montre de grand diamètre. Cette collection de montres conçues avec plusieurs complications, a été relancée en 1993.

### Notoriété
IWC est très proche de l'organisation humanitaire Laureus qui a pour but de faire découvrir le sport à des enfants défavorisés du monde entier. IWC est régulièrement associé à la branche sportive de Mercedes, AMG.
IWC est également partenaire de la Fondation Antoine de Saint-Exupéry pour la Jeunesse depuis 2009. Ils ont notamment offert aux enchères, la montre portée par Bradley Cooper aux Oscars 2018, ainsi qu'une autre montre à l'occasion des 10 ans du partenariat IWC-FASEJ dans leur boutique parisienne, au profit d'ateliers artistiques et pédagogiques organisée par l'Association Arrimage du Pr Claude Garrandes.
Parmi les égéries d'IWC figurent Tony Parker, Zinédine Zidane et Orlando Bloom.